# Association Sportive de Salé
A Association Sportive de Salé (em árabe: جمعية سلا) , comumente conhecida como ASS Sportive de Salé, é um clube profissional de basquetebol situado na cidade de Salé, Marrocos.  A equipe disputa seus jogos do campeonato marroquino no Salle El Bouâzzaoui que possui capacidade para 2.000 pessoas. Ganhou notoriedade após conquistar a hegemonia do basquetebol marroquino conquistando seis títulos na década de 2010, além de seu título maior a Copa Africana de Clubes Campeões de 2017 em Radès.

## Histórico de temporadas
| Temporada | Nível | Liga                  | Pos. | Resultado | Copa do Trono | Competições Internacionais | Competições Internacionais |
| --------- | ----- | --------------------- | ---- | --------- | ------------- | -------------------------- | -------------------------- |
| 2007-08   | 1     | Campeonato marroquino | 4    | Finalista | Finalista     | -                          | -                          |
| 2008-09   | 1     | Campeonato marroquino | 2    | Finalista | Campeão       | -                          | -                          |
| 2009-10   | 1     | Campeonato marroquino | 2    | Campeão   | Campeão       | 1 Copa dos Campeões        | Semifinalista              |
| 2010-11   | 1     | Campeonato marroquino | 1    | Campeão   | Campeão       | 1 Copa dos Campeões        | Semifinalista              |
| 2010-11   | 1     | Campeonato marroquino | 1    | Campeão   | Campeão       | Copa Árabe                 | Finalista                  |
| 2011-12   | 1     | Campeonato marroquino | 1    | Campeão   | Campeão       | -                          | -                          |
| 2012-13   | 1     | Campeonato marroquino | 2    | Campeão   |               | -                          | -                          |
| 2013–14   | 1     | Campeonato marroquino | 1    | Campeão   | Campeão       | Copa Árabe                 | Finalista                  |
| 2014–15   | 1     | Campeonato marroquino | 1    | Campeão   | Campeão       | -                          | -                          |
| 2015–16   | 1     | Campeonato marroquino | 1    | Campeão   | Campeão       | Copa Árabe                 | Finalista                  |
| 2015–16   | 1     | Campeonato marroquino | 1    | Campeão   | Campeão       | 1 Copa dos Campeões        | Semifinalista              |
| 2016-17   | 1     | Campeonato marroquino | 2    | Campeão   | Campeão       | 1 Copa dos Campeões        | Campeão                    |
| 2016-17   | 1     | Campeonato marroquino | 2    | Campeão   | Campeão       | Copa Árabe                 | Finalista                  |
| 2017-18   | 1     | Campeonato marroquino | 1    | Campeão   | Campeão       | 1 Copa dos Campeões        |                            |

## Títulos

### Campeonato marroquino
- Campeão (9): 2009-10, 2010-11, 2013-14, 2014-15, 2015-16, 2016-17, 2017-18, 2020-21, 2021-22
- Finalista (6): 2003-04, 2006-07, 2007-08 e 2008-09, 2023–24, 2024–25

### Copa do Trono do Marrocos
- Campeão (10x):2005, 2007, 2009, 2010, 2011, 2012, 2014, 2015, 2016, 2017
- Finalista (1x): 2004

### Copa dos Campeões Africanos
- Campeão (1x): 2017

### Copa de Clubes Árabes
- Finalista (3x): 2014, 2016 e 2017